# Virio Lupo (cónsul 278)
Virio Lupo fue un cónsul del Imperio romano en 278.

## Carrera
Probablemente fue hijo de Lucio Virio Lupo Juliano, cónsul en 232, Lupo habría destacado suficientemente en su carrera para ser nombrado cónsul sufecto en algún momento antes de 275.  Tras esto, fue nombrado consularis de Caelimontium, una de las 14 regiones de la antigua Roma.  También fue nombrado curator de Laurentum.
Durante el reinado del emperador romano Galieno, Lupo fue nombrado Praeses (gobernador) senatorial de Arabia Pétrea (puesto que ocupó antes de 259).  Durante este mandato el retórico Calínico de Petra dedicó una obra a Lupo, titulada Sobre el manerismo retórico.
Tras esto, durante los 260, Lupo fue nombrado gobernador de Siria Coele, por lo que a pesar de que estuviera nominalmente sujeta a Galieno, le puso bajo la autoridad de Septimio Odenato.  Durante 271-272, estuvo sirviendo como gobernador de Asia, en esta ocasión su adscripción cambió de Zenobia al emperador Aureliano. Participó activamente en la reestructuración de Aureliano de la Siria de Zenobi tras la subyugación del este por parte del emperador.  Durante esta época, también fue iudici sacrarum cognition de Egipto y del este.  A esto le siguió su nombramiento como pontífice de Sol Invictus, uno de los primeros nombramientos llevados a cabo por Aureliano en el nuevo colegio de sacerdotes que servía a Sol Invictus.
Mientras se encontraba en el este, se alineó con Probo después de que este fuera nombrado emperador en 276. Como recompensa, Lupo fue nombrado cónsul por segunda vez en 278 junto con Probo. Tras su mandato, el emperador le nombró prefecto de la Ciudad de Roma, un puesto que ostentó de 278 a 280.